# Mallemolenpolder
De Mallemolenpolder is een voormalig waterschap (molenpolder) in de provincie Groningen.
Het schap lag ten noorden van Oude Pekela tussen de grens van Pekela en Oldambt en de provinciale weg N367. De molen aan de Zaaiweg sloeg uit op de Noorderwijk, die uitmondde in het Pekelderdiep. 
Waterstaatkundig gezien ligt het gebied sinds 2000 binnen dat van het waterschap Hunze en Aa's.